# Australiens Grand Prix 1991
Australiens Grand Prix 1991 var det sista av 16 lopp ingående i formel 1-VM 1991.

## Rapport
Loppet stoppades tidigt på grund av skyfall och resultatet räknades efter 14 körda varv. Nigel Mansell och några förare till som kraschade under femtonde varvet kunde därför behålla sina placeringar i resultatlistan. Eftersom mindre än halva loppet kördes, delades bara hälften så många poäng ut som vanligt.

## Resultat
1. Ayrton Senna, McLaren-Honda, 5 poäng
2. Nigel Mansell, Williams-Renault, 3
3. Gerhard Berger, McLaren-Honda, 2
4. Nelson Piquet, Benetton-Ford, 1½
5. Riccardo Patrese, Williams-Renault, 1
6. Gianni Morbidelli, Ferrari, ½
7. Emanuele Pirro, BMS Scuderia Italia (Dallara-Judd)
8. Andrea de Cesaris, Jordan-Ford
9. Alessandro Zanardi, Jordan-Ford
10. Stefano Modena, Tyrrell-Honda
11. Johnny Herbert, Lotus-Judd
12. JJ Lehto, BMS Scuderia Italia (Dallara-Judd)
13. Michele Alboreto, Footwork-Ford
14. Mauricio Gugelmin, Leyton House-Ilmor
15. Alex Caffi, Footwork-Ford
16. Roberto Moreno, Minardi-Ferrari
17. Mark Blundell, Brabham-Yamaha
18. Érik Comas, Ligier-Lamborghini
19. Mika Häkkinen, Lotus-Judd
20. Karl Wendlinger, Leyton House-Ilmor

### Förare som bröt loppet
- Pierluigi Martini, Minardi-Ferrari (varv 8, snurrade av)
- Michael Schumacher, Benetton-Ford (5, kollision)
- Jean Alesi, Ferrari (5, kollision)
- Nicola Larini, Lambo-Lamborghini (5, snurrade av)
- Thierry Boutsen, Ligier-Lamborghini (5, kollision)
- Satoru Nakajima, Tyrrell-Honda (4, snurrade av)

### Förare som ej kvalificerade sig
- Aguri Suzuki, Larrousse (Lola-Ford)
- Martin Brundle, Brabham-Yamaha
- Eric van de Poele, Lambo-Lamborghini
- Bertrand Gachot, Larrousse (Lola-Ford)

### Förare som ej förkvalificerade sig
- Gabriele Tarquini, Fondmetal-Ford
- Naoki Hattori, Coloni-Ford